# Lønborg
Lønborg – miasto w Danii, w regionie Jutlandia Środkowa, w gminie Ringkøbing-Skjern.